# Municipio de White (condado de Polk)
El municipio de White (en inglés: White Township) es un municipio ubicado en el condado de Polk en el estado estadounidense de Arkansas. En el año 2010 tenía una población de 1976 habitantes y una densidad poblacional de 11,01 personas por km².

## Geografía
El municipio de White se encuentra ubicado en las coordenadas 34°23′56″N 94°21′20″O / 34.39889, -94.35556. Según la Oficina del Censo de los Estados Unidos, el municipio tiene una superficie total de 179.54 km², de la cual 178,39 km² corresponden a tierra firme y (0,64 %) 1,16 km² es agua.

## Demografía
Según el censo de 2010, había 1976 personas residiendo en el municipio de White. La densidad de población era de 11,01 hab./km². De los 1976 habitantes, el municipio de White estaba compuesto por el 92,86 % blancos, el 2,28 % eran amerindios, el 1,67 % eran de otras razas y el 3,19 % eran de una mezcla de razas. Del total de la población el 3,49 % eran hispanos o latinos de cualquier raza.